# هیلزدیل (میسوری)
هیلزدیل (به انگلیسی: Hillsdale) یک منطقهٔ مسکونی در ایالات متحده آمریکا است که در شهرستان سنت لوئیس، میزوری واقع شده‌است.
 هیلزدیل ۰٫۸۹ کیلومتر مربع مساحت و ۱٬۴۷۸ نفر جمعیت دارد و ۱۷۰ متر بالاتر از سطح دریا واقع شده‌است.